# Іловицька сільська рада
Іловицька сільська́ ра́да — адміністративно-територіальна одиниця та орган місцевого самоврядування в Шумському районі Тернопільської області. Адміністративний центр — село Велика Іловиця.

## Загальні відомості
- Територія ради: 36,752 км²
- Населення ради: 640 осіб (станом на 2001 рік)
- Територією ради протікає річка Ілавка

## Населені пункти
Сільській раді були підпорядковані населені пункти:
- с. Велика Іловиця
- с. Антонівці
- с. Мала Іловиця

## Склад ради
Рада складалася з 12 депутатів та голови.
- Голова ради: Присяжнюк Володимир Миколайович
- Секретар ради: Павлюк Надія Григорівна

### Керівний склад попередніх скликань
| Прізвище, ім'я, по батькові     | Основні відомості                                                                       | Дата обрання | Дата звільнення |
| ------------------------------- | --------------------------------------------------------------------------------------- | ------------ | --------------- |
| Присяжнюк Володимир Миколайович | Сільський голова, 1970 року народження, освіта вища, член Соціалістичної партії України | 26.03.2006   | 31.10.2010      |
| Присяжнюк Володимир Миколайович | Сільський голова, 1970 року народження, освіта вища                                     | 31.10.2010   |                 |

Примітка: таблиця складена за даними сайту Верховної Ради України

### Депутати
За результатами місцевих виборів 2010 року депутатами ради стали:

#### За суб'єктами висування
| Суб'єкт висування | Кількість обраних депутатів | %   |
| ----------------- | --------------------------- | --- |
| Самовисування     | 12                          | 100 |

#### За округами
| № округу | Прізвище, ім'я, по батькові     | Дата визнання обраним | Освіта  | Партійна приналежність | Відомості про обраного депутата                        |
| -------- | ------------------------------- | --------------------- | ------- | ---------------------- | ------------------------------------------------------ |
| 1        | Комаревич Ігор Борисович        | 05.11.2010            | середня | позапартійний          | УПЦ с. М. Іловиця, свяще нник                          |
| 2        | Омельчук Володимир Ярославович  | 05.11.2010            | середня | позапартійний          | тимчасово не працює                                    |
| 3        | Царук Руслана Адамівна          | 05.11.2010            | середня | позапартійна           | відділ культуриі туризму, бібліо текар                 |
| 4        | Омельчук Ярослава Василівна     | 05.11.2010            | середня | позапартійна           | фельдшерсько-акушерський пункт с. В.Іловиця, фельд шер |
| 5        | Лесик Юрій Дмитрович            | 05.11.2010            | вища    | позапартійний          | тимчасово не працює                                    |
| 6        | Павлюк Надія Григорівна         | 05.11.2010            | середня | позапартійна           | Іловицька сільсь кА рада, секретар                     |
| 7        | Солонько Валентина Матвіївна    | 05.11.2010            | вища    | позапартійна           | Іловицька сільська рада, бухгалтер                     |
| 8        | Побережний Дмитро Олександрович | 05.11.2010            | середня | позапартійний          | тимчасово не працює                                    |
| 9        | Сірук Василь Ярославович        | 05.11.2010            | середня | позапартійний          | тимчасово не працює                                    |
| 10       | Божук Володимир Миколайович     | 05.11.2010            | вища    | позапартійний          | Великоіловицький НВК, вчитель                          |
| 11       | Божук Ігор Володимирович        | 05.11.2010            | вища    | позапартійний          | Великоіловицький НВК, вчитель                          |
| 12       | Романюк Юрій Олексійович        | 05.11.2010            | середня | позапартійний          | тимчасово не працює                                    |